# HD 64491
HD 64491，又名BD+35 1705，SAO 60453、HR 3083，是一颗恒星，视星等为6.23，位于銀經185.13，銀緯27.7，其B1900.0坐标为赤經7h 49m 9.7s，赤緯+35° 27.7′ 32″。